# Ostmossen
Ostmossen är ett naturreservat i  Vadstena kommun i Östergötlands län.
Området är naturskyddat sedan 1996 och är 20 hektar stort. Reservatet omfattar en östsluttning av Omberg ner till mossen väster om Tåkern och består av kärr, öppen betesmark samt löv- och granskog, ofta av sumpig karaktär. 